# مصطفی تبریزی

مصطفی تبریزی (متولد ۱۳۲۴ در بجنورد) متخصص روانشناسی و مشاوره  می‌باشد.
او استاد دانشگاه علامه طباطبایی و مدیر مرکز مشاوره روزبه می‌باشد. همچنین وی اولین نماینده بجنورد در مجلس شورای اسلامی پس از انقلاب اسلامی بوده است.